# Cladh Hallan
Cladh Hallan ist ein archäologischer Fundplatz auf der Schottischen Insel South Uist der äußeren Hebriden. Er ist der einzige Fundplatz in Großbritannien, an dem prähistorische Mumien gefunden wurden, die gleichzeitig die ältesten Mumien Europas sind.

## Ausgrabung

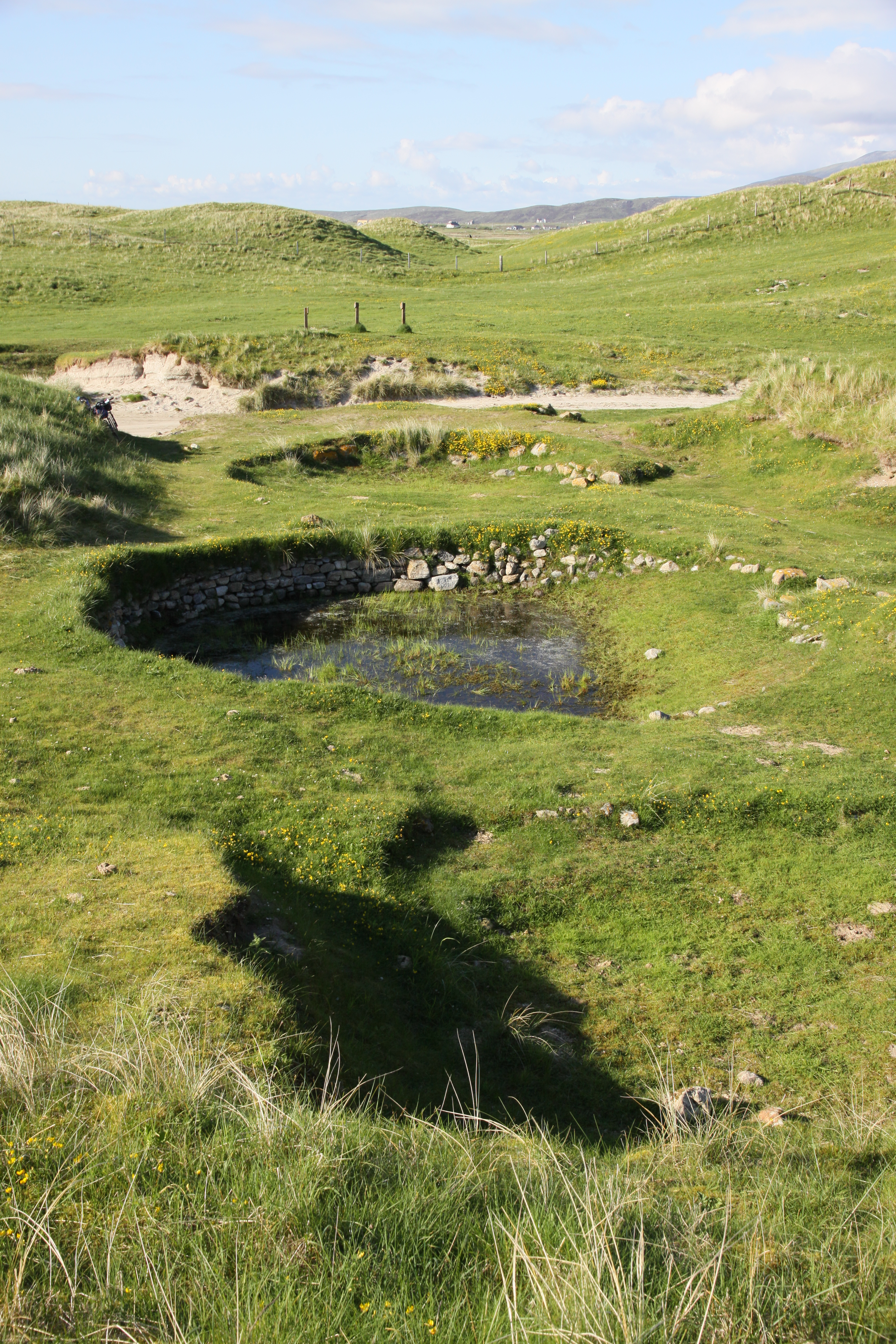
Cladh Hallan

Zwischen 1988 und 2002 wurden in Cladh Hallan drei bronzezeitliche Rundhäuser ausgegraben, die zu einer Siedlung mit etwa sieben Gebäuden gehörten. 2001 fanden Archäologen unter den Böden zweier Rundhäuser mehrere menschliche Skelette. Zunächst war nicht ersichtlich, dass hier ehemalige Mumien vorlagen, da die Toten augenscheinlich eine konventionelle Erdbestattung erhalten hatten und sämtliche Weichgewebe vergangen waren. Die ungewöhnlich stark kauernde Haltung der Leichen erinnerte Mike Parker Pearson von der University of Sheffield an peruanische Mumien. Ungewöhnlich war ebenfalls der relativ gute Erhaltungszustand der Skelette, die in einem anatomisch korrekten Verband lagen.
Die sterblichen Überreste sowie die übrigen archäologischen Funde aus Cladh Hallan werden in Laboren in Schottland, England und Wales untersucht. Sie sollen nach Abschluss der Untersuchungen und Veröffentlichung der Ergebnisse einem schottischen Museum überstellt werden. An der Fundstelle informieren Schautafeln über die Baubefunde und erste Ergebnisse der wissenschaftlichen Untersuchungen.
Fundort: 57° 10′ 18,5″ N, 7° 24′ 37,2″ W

## Baubefunde
Die drei ausgegrabenen Häuser bildeten eine Einheit mit gemeinsamen Mauern. Die Böden der Häuser waren etwas in dem Boden eingetieft. Die Mauern bestanden aus einer inneren und äußeren Steinschicht deren Zwischenraum mit Sand aufgefüllt war. Der Bau der Häuser begann etwa 1000 vor Chr., dabei wurden die zum Teil schon mehrere hundert Jahre alten Mumien mehrerer Personen, die eines Schafes, aber auch kürzlich verstorbene Kinder unter den Fußböden der Häuser bestattet. Nach einigen Jahrzehnten wurde im nördlichen Haus die Asche einiger Kinder zusammen mit zerschlagenen Keramikgefäßen und drei zerbrochenen Mahlsteinen deponiert. Die Wände einiger Häuser wurden mit ungebrannten Keramikgefäßen angefüllt. Die Häuser wurden mehrfach abgebrochen, um nur wenige Meter versetzt wieder aufgebaut zu werden. So wurde um 900 vor Chr. im nördlichen Haus erneut ein Kind bestattet und kurz danach das Gebäude um zwei Meter versetzt. Das nördliche und mittlere Haus wurden über mehrere hundert Jahre für kultische Zwecke genutzt, in ihnen wurden Keramikgefäße, Geräte aus Knochen und Horn sowie Tierbestattungen niedergelegt. Um 700 vor Chr. wurde das nördliche Haus aufgegeben, wogegen das mittlere erst gegen 400 vor Chr. aufgegeben wurde und damit zu den am längsten genutzten Gebäuden im prähistorischen Großbritannien zählt. Die Eingänge aller Häuser, bis auf eines, wiesen nach Osten. Alle Häuser wiesen eine zentrale Feuerstelle auf. Nach dem Auflassen dieses Platzes verlegten die Bewohner ihre Siedlung etwa 300–400 Meter nach Norden und Süden.

## Anthropologische Befunde

Zusammensetzung der männlichen Mumie:
blau: Mann um 1600 vor Chr.
gelb: Mann um 1500–1400 vor Chr.
rot: Mann um 1440–1360 vor Chr.

Aus den Fußböden der Häuser wurden Skelette mehrerer Menschen geborgen. Aus dem nördlichen Haus stammen die mumifizierten Skelette einer Frau, eines Mannes und eines Schafes. Insbesondere die Skelette der Frau und eines Mannes zeigten Anzeichen postmortaler Manipulationen. Die Quecksilberporosimetrische Analyse der Knochen ergab, dass diese nur schwach von den körpereigenen Bakterien aus dem Verdauungstrakt zersetzt waren, was auf eine mögliche Entfernung der inneren Organe nach dem Ableben hindeutet.

### Kind
Unter dem mittleren Haus wurde ein 10–14 Jahre altes Kind, vermutlich ein Mädchen gefunden, dessen sterbliche Überreste nicht mumifiziert waren.

### Kleinkind
Unter dem Fußboden des südlichen Hauses wurde das mumifizierte Skelett eines etwa drei Jahre alten Kindes gefunden, das etwa 1400–1300 vor Chr. verstarb.

### Mann
Unter dem nördlichen Haus wurde die Bestattung eines aus drei Individuen zusammengesetzten Skelettes eines etwa 20-jährigen Mannes gefunden, der etwa 1600 vor Chr. verstorben war. Dieses Skelett trug den Schädel und Halswirbel eines zweiten Mannes, der erst 1500–1400 vor Chr. verstorbenen war, sowie den Unterkiefer eines dritten Mannes. Es wird angenommen, dass die Bestattung des zusammensetzten Körpers in der Zeit um 1440–1260 vor Chr., also lange vor dem Bau der Häuser, erfolgte.

### Frau
Im südlichen Teil des nördlichen Hauses wurde das Skelett einer etwa 40-jährigen Frau gefunden, die ein für ihre Zeit relativ hohes Lebensalter erreichte. Die Frau lag auf ihrer linken Seite, Ihr linker Ober- und Unterschenkelknochen wurde dagegen außerhalb des Hauses in einer Bestattungsgrube beigesetzt. Nach dem Tode wurden dem Oberkiefer zwei Schneidezähne (Zahnformel 12, 22) entnommen und je einer in ihre Hände gelegt. Die Manipulationen an diesem Skelett wurden erstmals nach genaueren osteologische Untersuchungen vermutet und konnten durch DNA-Analysen von Proben aus Unterkiefer, Schädel, Arm und Beinknochen bestätigt werden. Diese ergaben, dass auch dieses Skelett aus Knochen verschiedener Individuen zusammengesetzt wurde, die nicht miteinander verwandt waren. Der Torso ist der einer adulten Frau, wohingegen Kopf und Unterkiefer osteologisch eher männliche Züge aufweisen. Die Datierung zweier Knochen aus dem Körperskelett ergaben ein gemitteltes Datum von 1370 bis 1050 vor Chr., wohingegen der Kopf in die Zeit um 1440–1260 vor Chr. datierte. Isotopenanalytische Untersuchungen des Skelettes ergaben leichte Unterschiede zwischen dem Schädel und dem Oberschenkelknochen, woraus jedoch noch nicht sicher abgeleitet werden konnte, dass auch diese von verschiedenen Individuen stammten. Mittels DNA-Analyse konnte dagegen nahezu sicher nachgewiesen werden, dass Schädel, Unterkiefer, Oberschenkelknochen und Oberarmknochen sicher von drei, möglicherweise aber auch von vier verschiedenen Individuen stammten.

## Deutung
Aufgrund der Baubefunde sowie der Ergebnisse der forensischen Untersuchungen wurden alle diese Körper etwa um das Jahr 1000 vor Chr. in den Erdgräbern bestattet, also 300 bis 600 Jahre nach den per Radiokohlenstoffdatierung ermittelten Sterbedaten der Individuen. Zu diesem Zeitpunkt wurden vermutlich auch die aus verschiedenen Individuen bestehenden Skelette zusammengefügt.
Die Überreste der Toten deuten an, dass sie auf künstliche Weise konserviert waren. Nach bisherigen Erkenntnissen mussten sie kurz nach ihrem Tod für etwa 6 bis 18 Monate in einem Moor gelagert worden sein. Die Verweildauer der Leichen im Moor war gerade so lang, dass ihre Weichteile durch die Moorsäure gegerbt, die Knochen dabei jedoch kaum demineralisiert wurden. Nur die äußeren zwei Millimeter der Knochenmasse wiesen eine Demineralisierung auf. Anscheinend wurden die so konservierten Moorleichen daraufhin wieder geborgen, in die häuslichen Bereiche zurückgebracht und an einem warmen und trockenen Ort aufbewahrt, so dass sie die weiteren 300 bis 600 Jahre bis zu ihrer endgültigen Beisetzung überstanden.
Die Leichen, insbesondere die der Frau, weisen eine unnatürlich enge kauernde Haltung auf, die möglicherweise durch deren Bandagierung erreicht wurde.

### Mögliche Hintergründe
Dieser Fundkomplex wirft zahlreiche Fragen auf, die aus dem Fundmaterial alleine nur schwer zu beantworten sind. Nach Lage der Funde wurde die Ansiedlung nicht nur zu Kult-, sondern auch zu Wohnzwecken genutzt.
Ob die besondere Behandlung der Leichen in einem rein kultischen Zusammenhang steht, oder eine regional begrenzt übliche Bestattungsform war, lässt sich nicht mehr sicher nachweisen. Ebenso wenig ist klar, warum die Körper erst Jahrhunderte später endgültig begraben wurden. Möglicherweise hatten die Verstorbenen eine hohe gesellschaftliche Rolle inne und waren Gegenstand eines Ahnenkultes. In dem Austausch beziehungsweise der Ergänzung einzelner Körperteile könnte der Versuch einer Reparatur beschädigter oder verlorener Mumienteile vorliegen, wobei ein versehentlicher Verlust zweier Köpfe als eher unwahrscheinlich angesehen wird. Nach anderen Theorien könnte hinter der Ergänzung der Körperteile die Intention begründet liegen, das Aussehen der Mumien den sich ändernden Strömungen des Kultes anzupassen, oder durch deren Ergänzung weitere Verwandtschaftslinien in den Ahnenkult mit einzubeziehen. Höchstwahrscheinlich wurden die Mumien in einem eigens errichteten Bau aufbewahrt. Ob den Bestatteten unter den Fußböden eine Funktion als Bauopfer zukam, ist ebenso wenig belegbar. Die Entfernung der Mumien aus dem vorherigen Bereich, durch deren Bestattung, lässt auf einen grundlegenden Wandel der religiösen Vorstellungen schließen.